# İlkay Durmuş
İlkay Durmuş (Stoccarda, 1º maggio 1994) è un calciatore tedesco naturalizzato turco, centrocampista del Polonia Varsavia.